# 王沛語
王沛語（1992年9月12日—），臺灣女演員，曾在新加坡航空擔任空姐，後為了完成遊學美國的夢想而辭職，於紐約電影學院進修，現於《女兵日記》及其一系列續集中飾演「金秀明」。

## 電視劇
| 年 份  | 頻 道      | 劇 名                      | 角 色  |
| 2018年 | TVBS歡樂台 | 《女兵日記》               | 金秀明 |
| 2019年 | TVBS歡樂台 | 《女兵日記女力報到》       | 金秀明 |
| 2019年 | TVBS歡樂台 | 《女力報到－小資女上班記》 | 金秀明 |
| 2020年 | TVBS歡樂台 | 《女力報到－愛神出任務》   | 金秀明 |
| 2020年 | TVBS歡樂台 | 《女力報到－最佳拍檔》     | 金秀明 |
| 2020年 | TVBS歡樂台 | 《女力報到－正好愛上你》   | 金秀明 |
| 2020年 | 八大戲劇台 | 《因為我喜歡你》           | 邵米雅 |
| 2020年 | TVBS歡樂台 | 《女力報到－最美的約定》   | 金秀明 |
| 2020年 | TVBS歡樂台 | 《女力報到－好運到》       | 金秀明 |
| 2024年 | 民視       | 《愛的榮耀》               | 茱蒂   |

## 電影
| 年份   | 片名                      | 角色   |
| 2024年 | 《看到靈魂的那隻眼 師公》 | 陳可可 |

## 音樂錄影帶
- 2020年《TVBS防疫多點愛－微笑的力量》

## 節目通告
- TVBS歡樂台《食尚玩家－歡樂有夠讚》[2]
- TVBS歡樂台《女人我最大》[3]
- 台視《綜藝3國智》

## 外部連結
- 王沛語 Amy Wang的Facebook專頁
- 王沛語AmyWang的新浪微博